# Церковь Николая Чудотворца (Константиновск)
Церковь Николая Чудотворца — несохранившийся православный храм в Константиновске, Ростовская область. Располагался на месте современного городского дворца культуры (улица 25 Октября, 52).

## История
Из 427 церквей, действующих до Октябрьской революции 1917 года в Ростовской области, к настоящему времени сохранилось 78. Многие храмы были разрушены, среди них Николаевский собор в станице Константиновской.

### Михайловская церковь
В 1714 году в станице Ведерниковской Ростовской области действовала деревянная Михайло-Архангельская церковь (также называлась Михайловская церковь), входившая в состав Воронежской епархии. Церковь была построена в центре станицы на высоком берегу реки Дон. От размывания рекой грунта церковь четыре раза переставлялась с места на место. В церкви был деревянный иконостас с резьбой и позолотой. К 1817 году Михайло-Архангельская церковь обветшала. В 1864 году станица Ведерниковская была объединена со станицей Бабской, и объединённая станица была названа Константиновской. В 1869 году Михайло-Архангельская церковь из хутора Ведерников была перенесена в станицу Константиновскую, где была перестроена.
30 августа 1876 года на сходе станицы Константиновской было решено собрать средства для строительства новой каменной церкви в честь Михаила Архистратига. В клировых ведомостях церквей Константиновского прихода отмечалось, что церковь была построена на средства торгового казака Г. Н. Чикалова и на деньги, выделенные церковно-приходским попечительством. Казак Чикалов был владельцем кирпичного завода в станице Константиновской. Его кирпич одним из самых высококачественных в станице, где работало три кирпичных завода.

### Никольская церковь
В сентябре 1877 года Духовная консистория разрешила строительство нового каменного храма; в этом жe году и началось строительство. В возведении храма принимали участие выпускники Петербургского института гражданских инженеров А. А. Кампиони и К. Ф. Кюнцель, выпускник Петербургской академии художеств Петр Семенович Студеникин. Проект храма был выполнен архитектором А. А. Кампиони, под руководством которого храм строился четыре года. За это время на глубину 14 метров уложили фундамент, начали возводить стены.
Вместо заболевшего Кампиони в 1881 году был назначен архитектор К. Ф. Кюнцель, ранее работающий губернским архитектором в Полтаве. Карл Федорович Кюнцель строил храм 12 лет. При нем были выложены из кирпича стены собора (1887 год), возведена крыша. В 1890 году началась кладка колокольни. С 1892 года областным инженером-архитектором работал Петр Семенович Студеникин. Студеникин и достраивал собор. При нем в 1893 году закончили кладку колокольни.
1 октября 1894 года при новой церкви была построена церковная школа грамоты (позже церковно-приходская школа). В настоящее время здание школы сохранилось.
П. С. Студеникин проектировал внутреннюю и внешнюю отделку собора, иконостас, разрабатывал элементы декора. 30 декабря 1896 года постройка каменного храма в станице Константиновской была окончена. В 1897 году был установлен иконостас. 29 октября 1897 года строительство храма было полностью закончено, трёхпрестольная церковь была освящена. Из храмовых престолов — главный центральный был открыт во имя святителя Николая Чудотворца, северный — во имя Успения Пресвятой Богородицы, южный — во имя Архистратига Михаила. Храм по центральному престолу получил название Николаевского.
Храм Николая Чудотворца представлял собой пятиглавое здание с узорчатой кирпичной кладкой. Для строительства использовали местный кирпич двух цветов. Своды окон были полукруглыми в виде русских кокошников. Храм построен в русско-византийском стиле. На строительство собора пошло 20 млн. кирпичей. Кирпичная кладка держалась на известковом растворе. В то время в станице Константиновской при строительстве цемент не использовался. Изнутри храм имел роспись позолотой, богатую церковную утварь.
После гражданской войны в храме размещалась машинно-тракторная станция, затем — склад соли. Вскоре с барабана звонницы сняли главку, на соборе разместили парашютную вышку спортивного общества.
В 1953 году было решено снести храм. Глава райкома партии В. П. Агеев обратился за советом к Михаилу Александровичу Шолохову. Писатель отсоветовал, однако в апреле 1961 года собор был взорван.
На месте разрушенного собора в 1967 году был построен Дом культуры.
14 октября 2004 года рядом с местом взорванного храма и в память о нем горожане установили памятный поклонный крест.